# Joe Penny
Joseph Edward „Joe“ Penny, Jr. (* 24. Juni 1956 in London, England) ist ein US-amerikanischer Schauspieler.

## Leben
Seine bekannteste Rolle ist die des Privatdetektivs Nick Ryder in der Serie Trio mit vier Fäusten (1984–1986). An diesen Erfolg konnte er mit der Rolle des Ermittlers Jake Styles in der Serie Jake und McCabe – Durch dick und dünn (1987–1992) anknüpfen.
Penny ist italienisch-britischer Herkunft. Als Sohn eines US-Air-Force-Piloten und späteren Schuldirektors wuchs er in verschiedenen Bundesstaaten der Vereinigten Staaten auf. Mit 18 erhielt er ein Football-Stipendium, entschloss sich aber, Schauspieler zu werden. Er war unter anderem Schüler von Lee Strasberg und trat anfangs in kleinen Theatern auf.
1977 erhielt er seine erste Fernsehrolle in The Nancy Drew Mysteries. Ein erster Durchbruch erfolgte 1981 mit der Serie The Gangster Chronicles, in der er den Gangster Bugsy Siegel spielte. Eine Kinoversion entstand unter dem Titel Gangster Wars.
Penny hatte Gastauftritte in vielen Fernsehserien wie Lou Grant, Matlock, Diagnose: Mord, Boomtown oder Die Sopranos und drehte mehr als 40 Fernseh- und einige Kinofilme. Im Jahr 2001 moderierte er mit Alexandra Cousteau, der Enkelin von Jacques-Yves Cousteau, 65 Folgen der Wissenschaftsserie Scope. Ab 2004 stand er für die erfolgreichen Jane Doe Mystery Movies des Hallmark Channel vor der Kamera.
Penny, der auch Rockmusik macht und eigene Songs schreibt, lebt in Los Angeles.

## Filmografie (Auswahl)
- 1978: CHiPs (Fernsehserie, Folge 1x22, „Der Neue“/Flashback)
- 1979: Lee Toshido, der Samurai (Samurai)
- 1979: Lou Grant (Fernsehserie, Folge 3x01, „Wahrheitsfindung“/Cops)
- 1981: The Gangster Chronicles (Fernsehserie, 13 Folgen)
- 1981: Bis zum letzten Schuß (Gangster Wars)
- 1984–1986: Trio mit vier Fäusten (Riptide, Fernsehserie, 56 Folgen)
- 1986: Perry Mason und der Mord im Studio (The Case Of The Shooting Star, Fernsehfilm)
- 1986: Matlock (Fernsehserie, Folge 1x07, „Auf Ehre und Gewissen“)
- 1987–1992: Jake und McCabe – Durch dick und dünn (Jake and the Fatman, Fernsehserie, 103 Folgen)
- 1987: Tödliche Umarmung (Blood Vows: The Story of a Mafia Wife, Fernsehfilm)
- 1988: Das Flüstern des Todes (Whisperkill, Fernsehfilm)
- 1994: Dem Terror ausgeliefert (Terror in the Night, Fernsehfilm)
- 1995: Ein Hauch von Himmel (Touched by an Angel, Fernsehserie, Folge 2x02)
- 1997: Family of Cops 2 – Der Beichtstuhlmörder (Family of Cops: Breach of Faith, Fernsehfilm)
- 1998: Diagnose: Mord (Diagnosis Murder, Fernsehserie, Folge 6x09, The Last Resort)
- 1999: Bittersweet – Engel der Vergeltung (Bittersweet)
- 1999: Walker, Texas Ranger (Fernsehserie, Folge 8x07, „Stumme Zeugin“)
- 2000: Das Prophetenspiel (The Prophet’s Game)
- 2000: Die Sopranos (The Sopranos, Fernsehserie, 2 Folgen)
- 2002: Special Unit AT 13 – Wettlauf mit dem Tod (The Red Phone: Manhunt, Fernsehfilm)
- 2003: Special Unit AT 13 – Schachmatt (The Red Phone: Checkmate, Fernsehfilm)
- 2004: Jane Doe: Vanishing Act (Fernsehfilm)
- 2005: Nemesis – Der Angriff (Threshold , Fernsehserie, Folge 1x05, Shock)
- 2005: Jane Doe: Now You See It, Now You Don’t (Fernsehfilm)
- 2005: Jane Doe: Till Death Do Us Part (Fernsehfilm)
- 2005: Jane Doe: The Wrong Face (Fernsehfilm)
- 2006: Jane Doe: Yes, I Remember It Well (Fernsehfilm)
- 2006: Jane Doe: The Harder They Fall (Fernsehfilm)
- 2007: Gargoyles – Monster aus Stein (Reign of the Gargoyles, Fernsehfilm)
- 2007: CSI: Vegas (Fernsehserie, 1 Folge)
- 2008: CSI: Miami (Fernsehserie, Folge 7x06)
- 2008: Zeit der Sehnsucht (Days of Our Lives, Fernsehserie, 8 Folgen)
- 2009–2010: Cold Case – Kein Opfer ist je vergessen (Cold Case, Fernsehserie, 3 Folgen)